# Keithova cena

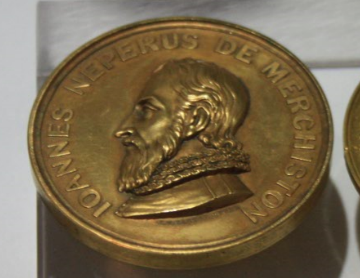
Keithova medaile Lorda Kelvina v Hunterianském muzeu, Glasgow

Keithova cena je ocenění Edinburské královské společnosti ve Skotsku za odborné práce publikované ve vědeckých časopisech, které předpovídaly objevy v matematice nebo ve vědách o Zemi.
Medaile se začala udělovat roku 1827, poté, co Alexander Keith obdaroval Královskou společnost.
V současnosti už cena není udělována.

## Nositelé
- 1827: David Brewster (fyzik, matematik, vynálezce a historik vědy)
- 1829: David Brewster
- 1831: Thomas Graham (chemik)
- 1833: James David Forbes (glaciolog)
- 1835: John Scott Russell
- 1837: John Shaw
- 1839: neudělena
- 1841: James David Forbes (glaciolog)
- 1843: neudělena
- 1845: Thomas Brisbane (astronom)
- 1847: neudělena
- 1849: Philip Kelland (matematik)
- 1851: William John Macquorn Rankine (inženýr, fyzik)
- 1853: Thomas Anderson (chemik)
- 1855: George Boole (matematik, filozof)
- 1857: neudělena
- 1859: John Allan Broun
- 1861: William Thomson známý jako lord Kelvin (fyzik)
- 1863: James David Forbes (glaciolog)
- 1865: Charles Piazzi Smyth (astronom)
- 1867: Peter Guthrie Tait (fyzik)
- 1869: James Clerk Maxwell (fyzik)
- 1871: Peter Guthrie Tait (fyzik)
- 1873: Alexander Crum Brown (organický chemik)
- 1875: Matthew Forster Heddle (minearolog)
- 1877: Henry Charles Fleeming Jenkin
- 1879: George Chrystal (matematik)
- 1881: Sir Thomas Muir (matematik)
- 1883: John Aitken (meteorolog, fyzik)
- 1885: John Young Buchanan
- 1887: Edmund Albert Letts
- 1889: Robert Traill Omond
- 1891: Sir Thomas Richard Fraser (fyzik, farmakolog)
- 1893: John Knox (geolog)
- 1895: Thomas Muir (matematik)
- 1897: James Burgess (archeolog)
- 1899: Hugh Marshall
- 1901: Sir William Turner (anatom)
- 1903: Thomas Hastie Bryce
- 1905: Alexander Bruce (fyzik)
- 1907:
- 1909: Alexander Smith (chemik)
- 1911: James Russell
- 1913: James Hartley Ashworth (mořský zoolog)
- 1915: Robert Cockburn Mossmann
- 1917: John Stephenson (biolog)
- 1919: Ralph Allan Sampson
- 1921: John Walter Gregory (geolog)
- 1923: Herbert Westren Turnbull (matematik)
- 1925: Robert Meldrum Craig
- 1927: Christina Cruickshank Miller (chemička)
- 1929: Alan William Greenwood
- 1931: Arthur Crichton Mitchell
- 1933: Lancelot Thomas Hogben (zoolog)
- 1935: Harold Stanley Ruse
- 1937: Francis Albert Eley Crew
- 1939: Sir William Hunter McCrea (astronom)
- 1941: James Ritchie (přírodovědec)
- 1943: William Leonard Edge
- 1945: Charlotte Auerbach (zooložka, genetička)
- 1947: Arthur Geoffrey Walker (matematik, fyzik)
- 1949:
- 1951: Daniel Edwin Rutherford (matematik)
- 1953: Alexander David Peacock
- 1955: Ivor Malcolm Haddon Etherington
- 1957: John Barclay Tait
- 1961: Robert Alexander Rankin (matematik)
- 1963: Reinhold Henry Furth
- 1965: Alexander John Haddow
- 1967: Henry Jack (matematik)
- 1969: Charles Dewar Waterston
- 1971:
- 1973: Kenneth Lyon Blaxter
- 1977: Brian John Bluck
- 1979: John Mackintosh Howie (matematik)
- 1981: John Heslop Harrison
- 1983: John Bryce McLeod
- 1985:
- 1987: John Mcleod Ball
- 1989:
- 1991:
- 1993: Euan Clarkson (paleontolog)
- 1995: neudělena
- 1997: Vladimír Šverák (matematik)
- 1999:
- 2001: neudělena
- 2005: neudělena
- 2006: Antonio DeSimone, Stefan Müller, Robert Kohn, Felix Otto (matematici)